# Pedilochilus psychrophilus
Pedilochilus psychrophilus är en orkidéart som först beskrevs av Ferdinand von Mueller, och fick sitt nu gällande namn av Paul Ormerod. Pedilochilus psychrophilus ingår i släktet Pedilochilus och familjen orkidéer. Inga underarter finns listade i Catalogue of Life.